# Ride It (Regard)
Ride It is een remix uit 2019 door de Kosovaarse DJ Regard van een nummer van de Britse zanger Jay Sean.
Het oorspronkelijke nummer is de eerste single van het tweede album van Sean en werd uitgebracht in 2008. DJ Regard bracht op 26 juli 2019 een geremixte versie van het nummer uit, hoewel eerdere versies van de remix al in 2017 beschikbaar waren. Het nummer werd een gigantische hit op de TikTok- app kort na de release, met meer dan vier miljoen clips die werden gepost door mensen die fragmenten van het lied in de app gebruikten. Vanwege het plotselinge succes van het nummer tekende Regard vervolgens bij het label Ministry of Sound . Het nummer was een wereldwijd succes en bereikte nummer één in Ierland en Mexico, nummer twee in het Verenigd Koninkrijk en België. Het nummer haalde uiteindelijk ook dubbel platina in België en het Verenigd Koninkrijk. In Australië was het nummer goed voor zeven keer platina.
Regard speelde het nummer met Jay Sean op de Jingle Bell Ball 2019 gehouden door Capital FM in de O2 Arena in Londen op 7 december 2019.